# Ana Nikolić
Ana Nikolić, cyr. Ана Николић (ur. 27 września 1978 w Paraćinie) – serbska piosenkarka.

## Dzieciństwo i młodość
Ana Nikolić urodziła się 27 września 1978 roku w Paraćinie. Po ukończeniu gimnazjum w swoim rodzinnym mieście, Ana rozpoczęła naukę w Wyższej Szkole Politechnicznej w Belgradzie na wydziale designu. Jej pierwszy publiczny występ miał miejsce w 1998 roku, w telewizyjnym programie 3K DUR gdzie zaśpiewała piosenkę Kolačići piosenkarki Mariny Perazić. Również w 1998 roku, Anę dotknęła rodzinna tragedia – zmarł jej ojciec Duško. W 1999 roku z powodu rozczarowania swoim dotychczasowym życiem oraz ówczesną sytuacją polityczno-gospodarczą w Serbii postanowiła wyjechać do Grecji, jednak już po niecałym roku wróciła do swojej ojczyzny i zamieszkała w Belgradzie. Po powrocie, uczestniczyła, bez powodzenia, w konkursie na nową wokalistkę grupy Funky-G.

## Kariera
Jej debiutancki album Januar ukazał się w 2003 roku. Producentem muzycznym płyty oraz kompozytorem utworów był Aleksandar Milić Mili, natomiast teksty do piosenek napisała znana serbska autorka tekstów Marina Tucaković. Z piosenką Januar uczestniczyła w festiwalu Beovizija 2003 gdzie otrzymała nagrodę za najlepszy debiutancki występ.
Po trzech latach przerwy Ana powróciła z singlem Romale, Romali, z którym brała udział w Beoviziji 2006 – półfinale serbsko-czarnogórskich eliminacji do Konkursu Piosenki Eurowizji. Beoviziję 2006 ukończyła na drugim miejscu co dało jej prawo uczestnictwa w finale eliminacji – Evropesma 2006, gdzie ostatecznie zajęła czwarte miejsce. W 2006 roku ukazał się jej drugi studyjny album Devojka od čokolade, wydany przez wytwórnię City Records oraz Miligram Music. Ponownie za produkcję odpowiadał Aleksandar Milić Mili, a za teksty piosenek Marina Tucaković i Ljiljana Jorgovanović. Album był promowany w 2007 podczas pierwszej w karierze Any trasy koncertowej – Čokolada.
W 2008 ukazała się pierwsza kompilacja najpopularniejszych piosenek artystki Platinum Collection, na której znalazły się dwa nowe utwory Šizofrenija i Ekstaza.
W 2009 Ana ponownie brała udział w eliminacjach do Konkursu Piosenki Eurowizji – Beovizji 2009. Tym razem wystąpiła z piosenką Bili smo najlepši. Według pierwszego werdyktu Ana nie dostała do finału kwalifikacji, lecz po ponownym przeliczeniu głosów okazało się, że Ana uzyskała odpowiednią ilość głosów by móc uczestniczyć w finale; piosenkarka jednak zrezygnowała z uczestnictwa.
Kolejny album studyjny Mafia caffé, ukazał się w lipcu 2010 roku nakładem wytwórni City Records.
Po dwóch latach przerwy opublikowany został singiel Baksuze, który znalazł się na czwartym w karierze albumie Milion dolara, wydanym w 2013 przez wytwórnię City Records.
W 2015 ukazał się kolejny singiel Voli me, voli me. Autorem muzyki był Damir Handanović, a tekstu Marina Tucaković.
11 maja 2016 ukazał się jej najnowszy album studyjny Labilna.

## Dyskografia

### Albumy
- Januar (2003)
- Devojka od čokolade (2006)
- Mafia caffé (2010)
- Milion Dolara (2013)
- Labilna (2016)

### Kompilacje
- Platinum Collection (2008)
- The Best Of Ana Nikolic (2015)

### Single
- Januar (2003)
- Romale, Romali (2006)
- Šizofrenija (2008)
- Ekstaza (2008)
- Bili smo najlepši (2009)
- Džukelo (2010)
- Baksuze (2012)
- Milion dolara (2013)
- Voli me, voli me (2015)